# Новелла, Стивен
Стивен Пол Новелла (англ. Steven Paul Novella; род. 29 июля 1964) — американский невролог, доцент медицинского факультета Йельского университета. Стивен Новелла известен своим вкладом в области научного скептицизма.

## Карьера и образование
Новелла занимается научным исследованием в области неврологии и нейропсихологии. Специализируется в лечении нервно-мышечных заболеваний и неврологических расстройств. Также исследует такие редкие болезни, как миастения и боковой амиотрофический склероз (БАС).
В 1991 году Стивен получил высшее медицинское образование в университете Джоржтаунский Университет Медицины. Прошёл один год клинической практики в больнице Джоржтауна и завершил практику по неврологии в больнице Йель-Нью Хэвен Госпиталь в 1995 году. В 1998 году Новелла получил право медицинской практики.
В молодости Стивен не сразу решил, что хочет быть доктором. В интервью для радиопередачи «Книги и идеи» он сказал так:

У меня было несколько планов по поводу моей будущей карьеры. В подростковом возрасте я думал, что стану адвокатом, но когда поступил в университет, я понял, что моя судьба связана с наукой. Я пошёл и записался на подготовительные медицинские курсы. Так что, к тому времени я уже решил чем я хочу заниматься. Можно сказать, что уже в подростковом возрасте я уже решил, что хочу всерьез заниматься медициной.
Оригинальный текст (англ.)I think I entertained various career ideas. When I was growing up I thought about being a lawyer for a while and then by the time I went to college, I knew I wanted to go into a science background and I did premed in undergraduate school. So certainly by then I had decided that that’s probably what I wanted to do. So I would probably say in my late teens is when I really decided to go into medicine.

По поводу медицинского образования он отметил:

Хорошая вещь в медицине это то, что в конце обучения, даже после аспирантуры предоставляется множество путей в карьере. По завершении ординатуры можно стать практикующим врачом или заниматься научной деятельностью или уйти в фармбизнес или организацию здравоохранения.
Оригинальный текст (англ.)The good thing about medicine is that even late in the game there's lots of career paths open to you, even after your residency. After you're basically done with your training, you could decide to be basically clinical or to do mainly research or to even go into industry or to do public health.

## Скептицизм и критическое мышление
Новелла является сторонником научного скептицизма. На заявление Пола Дэвиса в статье The New York Times: «до тех пор, пока наука не предоставит проверяемую теорию, которая объясняет законы вселенной, заявления науки о том, что она свободна от религии, являются лицемерными», Стивен Новелла отвечает:

На самом деле это не так, наука не зависит от веры в натуралистическом мире. Наука просто следует своим методам… это не система верований. Люди часто меня спрашивают: «Как скептики, во что вы верите?». Но скептицизм не имеет отношения к вере. «Ты веришь в экстрасенсорные способности?». Не важно, верю ли я в экстрасенсорику. Важно — есть ли доказательство подтверждающее существование экстрасенсорных способностей. Я считаю, что очень важно понимать скептицизм как метод исследования, а не как метод умозаключений и убеждений.
Оригинальный текст (англ.)It's not actually true because science is not dependent upon faith in a naturalistic world. It just follows the methods as if it is naturalistic... it is not a system of beliefs. People often ask me and they will ask you as skeptics what do you believe? Well, it's not about belief. Do you believe in ESP? It doesn't matter if I believe in ESP. The only thing that matters is what is the evidence for ESP? ...It's very important I think to present skepticism as a method of inquiry not a set of conclusions, not a set of beliefs.

В 1996 году в штате Коннектикут Новелла и его брат Боб с другом Перри Деанджелис основали сообщество скептиков.
Эван Бернстайн вспоминает: — Как-то раз вечером, было это в конце 1995 года, Перри остался у Стивена с ночёвкой. Он сидел и листал журнал Skeptical Inquirer. В журнале он наткнулся на список местных сообществ и сказал Стивену: — В Коннектикуте нет ни единого скептического сообщества. Надо бы основать одно.
Позже это сообщество присоединилось к двум другим группам, и в результате образовалось New England Skeptical Society (NESS). На данный момент Новелла занимает должность президента в NESS.

### Исследование паранормальных явлений
В первые дни основания общества скептиков Новелла исследовал всевозможные паранормальные феномены. Некоторые феномены Стивен наблюдал в конкурсе демонстрации сверхъестественных способностей, созданном Джеймсом Рэнди. Победитель получает премию в миллион долларов из средств образовательного фонда Рэнди Джеймса. Новелла исследовал такие явления как Говорящая доска (при работе вдвоем завязывают глаза повязкой); способность контролировать метание монеты (видимо, претендент делает какие-то распространённые логические ошибки в суждении); телепат, который получает 0 баллов из 20; и другие экстрасенсы (как правило, переживающие идеомоторный акт). Новелла и ОСНА также исследовали некоторые феномены, которые были описаны людьми, не участвующими в конкурсе. Это такие феномены, как дома с привидениями, способность общаться с мертвыми, запись призраков на магнитофонную плёнку, последнее известно как феномен электронного голоса.

### The Skeptics' Guide to the Universe
В мае 2005 года Стивен Новелла взялся за новый проект «The Skeptics' Guide to the Universe» в формате подкастов вместе со своими братьями Бобом и Джеем Новелла и друзьями Перри Деанджелисом и Эваном Бернстайном. В июле 2006 года Ребекка Уотсон присоединилась к проекту. Стивен Новелла является ведущими радиопередачи, а также занимается редактированием и выпуском подкастов. В интервью радиопередачи «Книги и идеи» Стивен сообщил:

Подготовка контента и редактирование подкаста лежит полностью на мне. Подготовка выпуска может занимать 20, 30 часов в неделю. Это почти как вторая работа, но мне нравится этим заниматься.
Оригинальный текст (англ.)I am ultimately responsible for the content and prepping it and I do all the post production which I know, as you know is a lot of work. So you know, it's a good 20, 30 hours a week that I put into putting out this podcast, it is almost like having a second job. And, you know, it’s a labor of love.

Когда спросили о назначении подкаста, Стивен сказал:

Мы обсуждаем околонаучные, часто спорные темы. Иногда это просто очень интересные научные новости, все что покажется нам достойным внимания. Но часто мы обсуждаем темы, связанные с псевдонаукой, паранормальные теории, теории заговоров, а также мошенничество в области здравоохранения и проблемы защиты прав потребителей. Наша цель —  дать слушателям материал, который поможет сориентироваться в мире обмана и мошенничества. В целом наша передача нацелена на то, чтобы научить людей самостоятельно думать.
Оригинальный текст (англ.)We deal primarily with controversial topics or topics on the fringe of science, although sometimes we do just straight up really interesting science news stories, whatever captures our interest. But we deal with the paranormal or conspiracy theories, or health fraud, consumer protection type of issues. And our goal is to give our listeners the tools to look at science in the news, science in society and have some way of navigating through all of the claims and all of the hype and basically have the tools to figure things out for themselves more than anything else.

### Интернет
В 2007 году Стивен Новелла создал блог Neurologica (Неврологика). В блоге Стивен пишет 3 статьи в неделю о неврологии, скептицизме и критическом мышлении, затрагивая множество тем из мира науки. Он также является исполнительным редактором блога Science-Based Medicine (Медицинская наука), пишет статьи; является медицинским консультантом для веб-сайта Quackwatch.
В 2008 году Стивен Новелла был один из первых 200 людей, которые подписали петицию проект Стивов. Проект представляет собой пародию над списком «Учёные против эволюции», который составили креационисты.

### Электронные книги
Стивен Новелла редактирует ряд книг, составленных из статей блога Science-Based Medicine. Главная тема в каждой книге — критическое мышление: обсуждаются такие темы как гомеопатия, целебные травы, хиропрактика, добавки к пище, вакцины и т. д.

### Печать
Стивен Новелла работает помощником редактора журнала Scientific Review of Alternative Medicine и ежемесячно ведёт рубрику «Странная наука» в газете New Haven Advocate. Также Стивен Новелла является автором нескольких дополнений настольной игры Dungeons & Dragons.

### Телевидение
Стивен Новелла появляется в нескольких телевизионных программах: Пенн и Теллер: Чушь собачья!; шоу Доктора ОЗ; Секреты издательства.
В 2008 году Стивен Новелла отснял пилотную версию сериала Скептологисты вместе с Брайеном Даннинг, Яу Ман — Чау, Марком Эдвардом, Майклом Шермер, Филом Плэтом, Кирстен Сэндфорд. Сериал не был транслирован ни одним каналом.

#### Телешоу Доктор ОЗ
Стивен Новелла появляется в эпизоде «Спорная Медицина: Почему доктор боится альтернативного лечения». Новелла выступал в роли критика альтернативной медицины. Он отметил, что термин «альтернатива» создаёт двусмысленность: «Следует использовать один термин, чтобы понять какое лечение эффективно и безопасно». Новелла обратил внимание, что травы, которые используют в медицине, применяются на протяжении всей истории человечества; проблема в том, что сейчас так называемые «натуральные» травы продают как бесспорно эффективное и безопасное средство.
Касаясь темы иглоукалывания, Стивен Новелла говорит: "Я изучил массу литературы по иглотерапии… и факты показывают, что эта терапия не даёт положительных результатов".

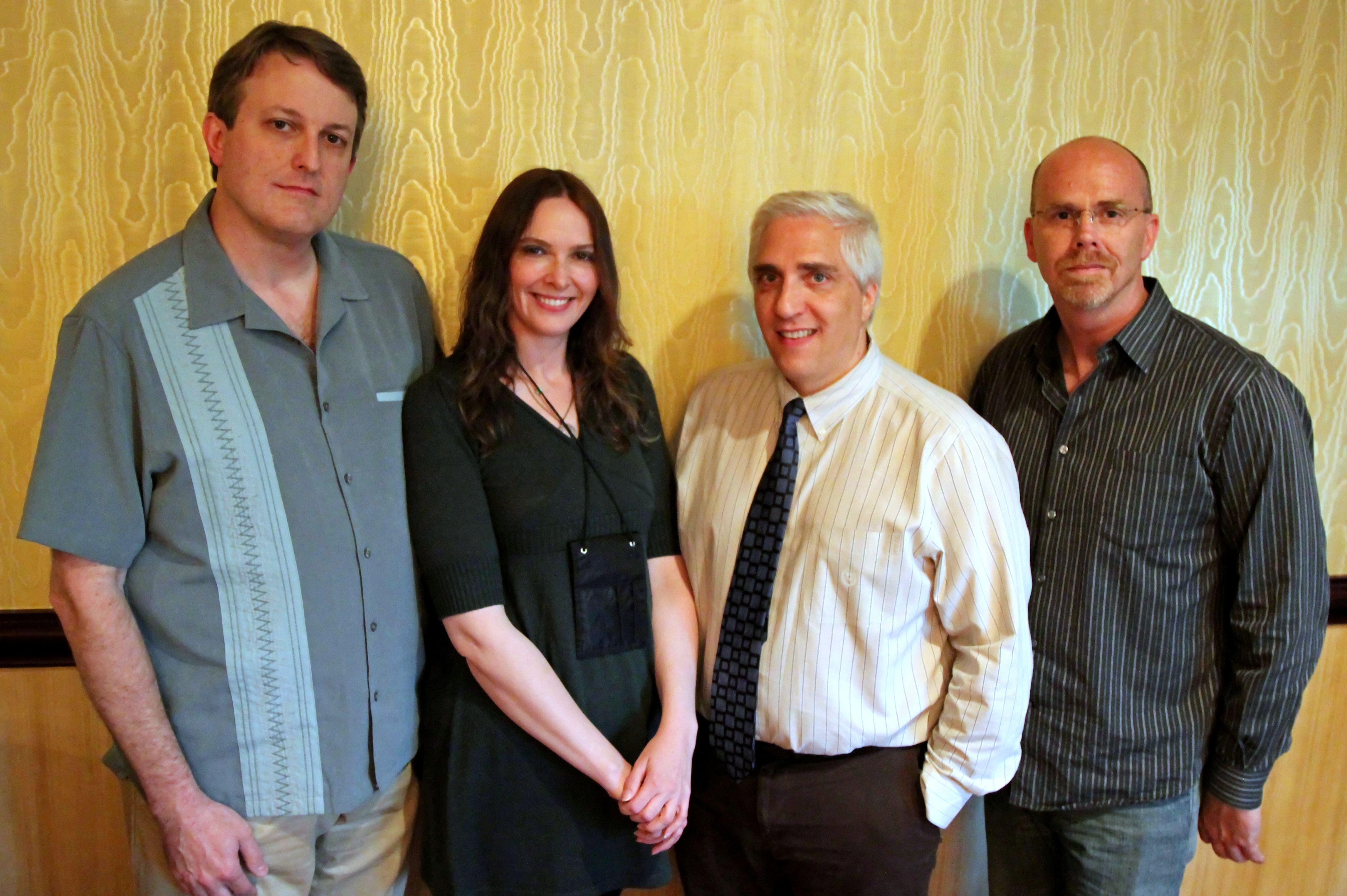
Тим Фарли, Карен Столзнов, Стивен Новелла и Рэй Хол. Фото было сделано на собрании TAM9 — 16 июля, 2011 год

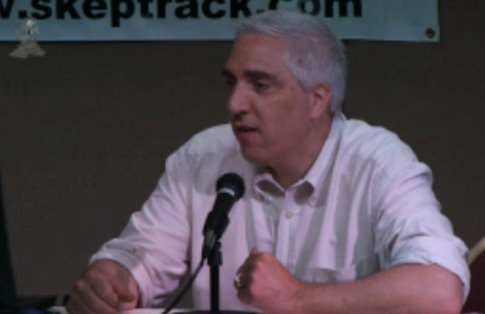
В эфире подкаста Kylie Sturgess’s, игра Dragon Con — Skeptrack

### Другие проекты
Новелла выпустил несколько академических видеокурсов для англ. The Great Courses — Medical Myths, Lies, and Half-Truths: What We Think We Know May Be Hurting Us; Your Deceptive Mind: A Scientific Guide to Critical Thinking Skills;
В 2009 году при основании института научной медицины Новелла занимал пост председателя.
В январе 2010 года Стивен Новелла вступил в Комитет скептических расследований.
В 2011 году Стивена Новеллу назначили старшим научным исследователем в фонде Джеймса Рэнди и директором в проекте Science-Based Medicine.

## Судебный процесс
9 июня 2014 года Эдвард Тобиник подал гражданский иск на доктора Новеллу в суд округа Южной Флориды. Главное обвинение заключалось в "нарушении закона о товарных знаках (Lanham Act), Новелла продолжает публиковывать ложные и унизительные статьи, озаглавленные «Энбрел для профилактики Альцгеймера» намекая на то, что этанерцепт (энбрел) не эффективен и не имеет полезного применения. По существу статьи Новеллы полны ложных и дезориентирующих заявлений, которые позорят репутацию истца." Публикации, которые послужили причиной иска, выложены на блоге Science-Based Medicine от 8 мая 2013 года.
14 июля 2014 года адвокат Новеллы, Марк Рандазза, выдвинул встречное обвинение в виде судебного запрета. В отчёте говорилось, что Тобиник похоже совсем не разбирался в данной проблеме иска, по сравнению с ответчиком, который имел заявления доказуемо истинными.
23 июля 2014 года Стивен Новелла в своём блоге пишет: «По-моему, Тобиник использует закон, чтобы запугать меня и заставить замолчать, так как он считает мои статьи неприемлемыми».
30 сентября 2015 года окружной судья Робин Розенберг вынес вердикт в пользу Стивена Новеллы и закрыл дело.

## Приключенческие и ролевые игры
Новелла был соавтором в создании таких игр как Twin Crowns, Dungeons & Dragons, Broadsides, Spellbound: A Codex of Ritual Magic. Ролевые игры построены по системе d20.

## Лекции
В основном Стивен Новелла пишет и выступает на разные темы в области альтернативной медицины, нью эйдж, парапсихологии и псевдонауки. Так как он сторонник скептицизма, его работы основаны на доказательстве и научном консенсусе. В его работы входят:
- Комплементарная и альтернативная медицина (КАМ) — это объединение комплементарных и альтернативных практик нетрадиционной медицины, которые, конечно, не доказаны научным методом. КАМ состоит из широкого спектра оздоровительных практик, продуктов и терапий. Новелла часто говорит по этому поводу: «Альтернативная медицина так называется, потому что она не имеет научного доказательства, иначе она бы называлась просто медицина»[1].
- Вакцинация и аутизм. Не существует доказательств, что есть связь между вакцинацией и аутизмом. Многие родители считают, что вакцины убивают иммунитет и провоцируют развитие аутизма по гипотезе «перевакцинация», несмотря на то, что эта гипотеза не имеет научных доказательств и в биологии не может существовать. Новелла сообщает: есть опубликованные данные прошедшие экспертную оценку, которые говорят, что вакцина безопасна и эффективна[1].
- Гомеопатия — это система альтернативной медицины, созданная в 1796 году Самуэлем Ганеманом, основанная на доктрине «подобное лечит подобное». Согласно этой доктрине, вещество, вызывающие симптомы болезни у здоровых людей, у больных людей подобные симптомы вылечит. Лекарства, приготовленные методом разведения выбранного вещества в алкоголе или в дистиллированной воде, сопровождаются многократным встряхиванием. Разведение обычно продолжается до тех пор, пока в растворе не останется молекул этого вещества. Новелла пишет: "Я бы хотел, чтобы люди знали, что гомеопатия является донаучной философией, что она основана полностью на магическом мышлении и применялась 200 лет до появления науки. Люди должны знать, что обычные гомеопатические лекарства разводятся до состояния, когда в растворе не останется ни одного активного вещества. Этим способом гомеопаты как бы наполняют лекарства мистическими вибрациями или создают магические химические реакции. В общем я бы хотел, чтобы люди знали, что ни одно клиническое исследование не доказало эффективности гомеопатического лечения[1].
- Движение по отрицанию ВИЧ/СПИДа противоречит медицинской экспертизе. Сторонники этого движения считают, что вирус иммунодефицита человека является инфекционным агентом ВИЧ-инфекции/СПИД. Новелла отмечает: Они просто псевдоскептики. Якобы применяют метод скептицизма, но они полностью склоняются к одному единственному выводу, поэтому это простая уловка[1].
- Околосмертные переживания относятся к личному переживанию предсмертного состояния, охватывающие многочисленные возможные чувства. Например, выход из тела, ощущения левитации, полная безмятежность, теплота, чувство абсолютного растворения в реальности и появление света. В статье из ABC News, Новелла процитировал — Околосмертные состояния не подлежат полемике. Многие люди сообщают, что помнят такие ощущения, когда у них останавливалось сердце, а потом снова приходило в движение… вопрос в том, как они их будут интерпретировать. Представленные доказательства людей, которые пережили околосмертные состояния, не являются доказательством, что они были на том свете. Это просто прозаические объяснения[1].
- Энергетический браслет (также голограммовый браслет). Это маленький резиновый браслет с голографическим диском. Производители утверждают, что голограмма волн улучшает природный поток энергии вокруг тела, повышает физическую силу, равновесие и гибкость. На одном эпизоде телешоу Inside edition Стивена Новелла спросили: верит ли он создателям этих браслетов. Стивен отвечает: «Ни капли. Их утверждения основаны на пустом месте, это просто маркетинговая уловка».
- Разумный замысел — это мировоззрение креационистов. Определённые живые существа и определённые части вселенной лучшего всего объясняются концепцией разумного замысла, а не процессом, не имеющим конца, как, например, естественный отбор. Новелла пишет: Разумный замысел не имеет доказательств или логического объяснения, а имеет только авторитет. Спор между авторитетом Бога и авторитетом Человека[1].
- Теория заговора. В июне 2014 года Новелла провёл дискуссию в письменной форме с Майклом Фуллертоном, который полагает, что башни-близнецы 11 сентября 2009 года были разрушены не от столкновения самолёта, а скорей всего от взрывчатки дистанционного управления. Главная логическая ошибка Майкла заключается в том, что если башни упали быстро и целиком, то это является доказательством, что разрушение было произведено взрывчаткой. На самом деле эти характеристики не обязательно относятся к взрывчатым устройствам[1].